# مگس‌گیر رگه‌زیتونی
مگس‌گیر رگه‌زیتونی (نام علمی: Mionectes olivaceus) گونه‌ای از پرندگان از تیرهٔ ژیان‌مرغان است که در پاناما و کاستاریکا یافت می‌شود.